# وزير اليمين (منصب ياباني)
وزير اليمين (باليابانية: 右大臣؛ وتلفظ: أودايجين) وهو منصب حكومي ظهر في اليابان في أواخر حقبة نارا وحقبة هييان، تم تعزيزه في قانون تايهو لعام 702م. وظهر المنصب أول مرة في قانون آسوكا كوميهارا [الإنجليزية] لعام 689م كأحد أعضاء هيئة إدارية مركزية تدعى (دايجوكان [الإنجليزية]؛ مجلس الدولة)، يتكون هذا المجلس من ثلاث مسؤولين مختلفين بالسلطات: دايجو-دايجين (المستشار الأعلى)، سادايجين (وزير اليسار)، أودايجين (وزير اليمين).
يعتبر الأودايجين (وزير اليمين) وزير مبتدئ للدولة فهو في المرتبة الثالثة من حيث السلطة في المجلس، يشرف على جميع فروع مجلس دايجوكان، ويمكن أن يعتبر نائب عن سادايجين (وزير اليسار).
فقد منصب وزير اليمين مع بقية أفراد مجلس دايجوكان سلطته تدريجياً خلال القرنين العاشر والحادي عشر، عندما سيطرت قبيلة «فوجيوارا» على السلطة أكثر فأكثر، النظام السياسي كان ضعيفاً بالأصل حتى حلول القرن الثاني-عشر عندما إستولت «ميناموتو» وهي قبيلة محاربة وأحد فروع العائلة الإمبراطورية على سلطة الدولة من خلال المحكمة الأرستقراطية (كوغي)، ومع ذلك لم يتم تفكيك مجلس دايجوكان بشكل رسمي حتى عصر مييجي.